# Spikeball
L'spikeball és un esport molt popular dels Estats Units en què es necessita una xarxa de forma rodona i una superfície on poder col·locar-la, sigui gespa, arena o ciment. La xarxa es posarà al centre de la pista, on dividirà un camp de l'altre. És una activitat molt dinàmica en què l'agilitat i els bons reflexos són la clau per guanyar. L'objectiu d'aquest joc és colpejar la pilota per a sobre de la xarxa i que aquesta toqui el terra abans que l'altre equip pugui tornar-la. Durant la partida guanya protagonisme la punteria, els reflexos i sobretot l'estratègia, per damunt de l'altura o resistència física.

## COM ES JUGA?
Les dues parelles que conformen cada equip es col·loquen al voltant de la xarxa amb els membres de l'equip contrari. Aquesta seria la posició inicial, encara que a partir d'aquí es poden anar movent segons ho requereixi el joc, ja que no hi ha límits de camp com a tal. L'important és aconseguir colpejar la pilota contra la xarxa, sense que l'equip contrari tingui possibilitat de tornar-la. Algunes de les raons per jugar a aquest esport són:
- Que és divertit.
- Juga on i quan vulguis.
- És apte per a qualsevol edat.
- No cal una condició física òptima.
- És un joc segur.
- És saludable.

## HISTÒRIA
L'spikeball es va inventar l'any 1989 per un fabricant de joguines Jeff Knurek, va posar-lo a la venda a través de l'empresa japonesa d'entreteniment "Tomy".
Jeff Knurek va inventar en un mateix esport el voleibol i el joc de les quatre quadres ('four square'). Després de veure el potencial, va decidir aprofitar l'oportunitat i va adquirir la marca comercial per només 800 dòlars. Després d'uns anys de fer els estudis de mercat i millores necessàries al conjunt de spikeball, i després de redissenyar l'equip antic, va començar a comercialitzar-lo i vendre'l com a tal. D'aquesta manera va néixer el que
originalment es diu 'roundnet', que uns anys més tard seria conegut amb el nom spikeball. Durant els següents anys es va convertir en un joc molt popular, però, va anar desapareixent. Entre 2017 i 2020 ha sigut quan aquest esport ha ressorgit.
En l'actualitat, aquest esport s'ha fet molt popular a les xarxes socials per la seva facilitat i la transversalitat en practicar-lo.

## REGLAMENT
L’spikeball és un esport que es juga entre dos equips formats per dues persones.
Aquest joc es practica sobre una xarxa de forma rodona que es col·loca al centre de la pista. La pilota es posa en joc a un costat del camp cap a l’altre, i ha de ser colpejat per un jugador de l’altre equip abans que toqui el terra. Si la pilota toca el terra al seu costat, perdent el punt. Guanya l’equip que arriba primer a 11, 15 o 21 punts, depenent de la partida i competició, sempre amb dos punts d'avantatge.

## REGLES DEL JOC
- El jugador que inicia el punt no té límit de distància per situar-se, els altres jugadors han d'estar a una distància mínima d'1,8 metres de la xarxa. Una vegada es posa en marxa el joc, el moviment és lliure. Quan la pilota es juga per sobre de la xarxa, és torn de l'equip contrari.
- Si l'equip que comença anota, el jugador que ha obert el joc, canvia de posició amb el seu company, així, canvia el receptor.
- El jugador que inicia el punt falla dues vegades, és punt per l'equip contrari.
- El cop d'inici ha de botar a la xarxa, si no vota a la xarxa o bota al marc, l'altre equip rep un punt.
- El jugador que rep la pilota, no pot retornar-la directament.
- Els tocs pels integrants de l'equip han de ser alternament, no es permeten els tocs dobles. La pilota ha de ser colpejada, no pot ser agafada ni llançada, ni guiada ni aixecada.
- Es permet utilitzar qualsevol part del cos.
- Si la pilota es juga per a sobre de la xarxa i torna a caure en aquesta o al marc, s'acaba el joc i es concedeix punt a l'equip contrari.
- L'equip defensor ha de posicionar-se de manera que no molesti a l'equip que inicia el punt.